# عود (دهستان)
 عود  (در عربی:  العَوْد )
دهستانی است در عزلهٔ (النادرة)، دهستانی است تاریخ، گویند:(العود بن عبدالله بن الحارث ذو أصبح)، یکی از وزیران دوران ملوک حمیر بنیادگذاری نموده‌است. این دهستان از توابع استان مَحویت، در کشور یمن در شبه جزیره عربستان. 

## جمعیت
جمعیت این دهستان در حدود ( ۲۲۱۷۷ ) نفر و (۳۰ خانوار ) می‌باشد. 

## روستاها
روستاهای توابع این دهستان عبارتند از:
- روستاها: العولی
- روستای: العَوالق
- روستای: العوهل
- روستای: بَنو عَواض
- روستای: عَویدات
- روستای: العَواصم
- روستای: بَنو عید
- روستای: العَوازل
- روستای: عَوین
- روستای: العَوفیوْن
- روستای: آل عَوض